# 负黍
负黍，中國先秦地名，故城在今河南登封市西南。
春秋为周邑。《左传》:定公六年（前504）“周儋翩率王子朝之徒因郑人将以作乱于周,郑于是乎伐冯、滑、胥靡、负黍、狐人、阙外”。杜注:“阳城县西南有负黍亭。”后属郑,战国初属韩。《史记·郑世家》：繻公十六年（前397），“郑伐韩,败韩兵于负黍”，即此。《史记集解》引徐广曰：“在阳城。”《史记正义》引《括地志》云：“负黍亭在洛州阳城县西南三十五里，故周邑也。”传世战国韩兵器有“三年负黍令”戈，铭文：“三年负黍命（令）韩雀，工币（师）用雨，治□。”战国后期属秦。《韩世家》载：桓惠王十七年（前256），“秦拔我阳城、负黍”。